# کوک (بازیکن فوتبال، زاده ۲۰۰۰)
کوک (انگلیسی: Koke؛ زادهٔ ۱۱ سپتامبر ۲۰۰۰) بازیکن فوتبال است.